# Mercedes-Benz W154
Mercedes-Benz W154 – samochód Grand Prix konstrukcji Mercedesa, używany w sezonach 1938–1939. Pojazdem tym Rudolf Caracciola zdobył mistrzostwo Europy w 1938 roku. Po II wojnie światowej W154 był sporadycznie wykorzystywany w wyścigach Indianapolis 500.

## Historia
Zaprojektowanie przez Mercedesa następcy W125 było konieczne w związku z wprowadzeniem nowych przepisów. We wrześniu 1936 roku AIACR ogłosiła nowy regulamin na sezon 1938. Najważniejszą zmianą było zmniejszenie pojemności silników do 4,5 litra lub 3 litrów w przypadku silników doładowanych. Ponadto ustalono minimalną masę pojazdu na poziomie od 400 do 850 kg w zależności od umiejscowienia silnika.
W 1937 roku Mercedes rozważał różne rozwiązania. Zwrócono się o pomoc do Porsche, które zaproponowało zastosowanie jednostki w układzie W24 z wtryskiem paliwa. Ten silnik rozwijał jednak moc 305 KM, co nie zadowalało Mercedesa. Ostatecznie w celu uniknięcia przegrzewania Mercedes opracował silnik V12 projektu Alberta Heessa. Ta jednostka miała cztery zawory na cylinder i dwie sprężarki Rootsa, zastąpione w 1939 roku jedną dwustopniową. Jako płyn chłodzący wykorzystano glikol, który rozgrzewał się do 125 °C. Wykorzystano dziewięć pomp oleju, zdolnych przetłaczać sto litrów oleju na minutę. Do napędzania pojazdu służyła specjalna mieszanka paliwowa, zawierająca alkohol metylowy, nitrobenzen, aceton i eter dietylowy. Samochód, spalający około litr na kilometr, dysponował dwoma zbiornikami paliwa o łącznej pojemności 400 litrów, przy czym część paliwa była używana do chłodzenia tłoków. Cały silnik ważył około 500 kg i początkowo rozwijał 427 KM przy 8000 obr./min, jednakże w Grand Prix Francji 1938 egzemplarz Hermanna Langa dysponował mocą 474 KM, przez co kierowca osiągnął prędkość 283 km/h. Jednostka była zamontowana głęboko i pod kątem, a z chłodnicy wystawały wloty powietrza gaźników. Napęd był przekazywany za pośrednictwem pięciobiegowej przekładni.
Zawieszenie zostało zaprojektowane przez Maxa Wagnera. Jego zadaniem było stworzenie układu dobrze pasującego do podwozia. Wagner zdecydował się zastosować w przeważającej części rozwiązania z modelu W125, jednak zwiększył odporność na skręcanie o 30%. Z kolei przesunięcie silnika spowodowało, iż wał napędowy znalazł się obok kierowcy, w efekcie czego zawodnik siedział nisko. To rozwiązanie obniżyło środek ciężkości i miało dobry wpływ na trzymanie się drogi.
Pierwsze testy Mercedes odbył w styczniu 1938 roku. W debiutanckim Grand Prix Pau, przy absencji Auto Uniona, Mercedes zajął drugie miejsce, za René Dreyfusem w Delahaye. Pierwszym ważnym wyścigiem dla W154 było Grand Prix Francji 1938, rozgrywane w ramach mistrzostw Europy. Mercedesy zdobyły w nim trzy pierwsze miejsca: wygrał Manfred von Brauchitsch przed Rudolfem Caracciolą i Hermannem Langiem. Mercedes zdominował sezon 1938, a Caracciola zdobył tytuł mistrzowski. Ogółem w 1938 roku Mercedes wyprodukował czternaście samochodów i dziewiętnaście silników.
Na przełomie 1938 i 1939 roku udoskonalono samochód poprzez ulepszenie silnika (o mocy 483 KM), zwiększenie obrysu kokpitu i poprawę bezpieczeństwa oraz zamontowanie nowej tablicy przyrządów z obrotomierzem i wskaźnikami temperatury oleju i cieczy chłodzącej. Sezonu 1939 nie dokończono z powodu wybuchu wojny. Latem Mercedes zbudował oparty na W154 model W165 z silnikiem V8. Po zakończeniu wojny pojazd w latach 1947–1948 uczestniczył w wyścigu Indianapolis 500, a jego kierowcami byli odpowiednio Duke Nalon oraz Chet Miller, Ken Fowler i Louis Tomei, jednakże w żadnym starcie model W154 nie ukończył zawodów. Model rywalizował również w dwóch wyścigach Argentyńskiej Formuły Libre, również bez sukcesów.

## Wyniki
| Legenda oznaczeń w tabelach wyników Wyświetl szablon na nowej stronie | Legenda oznaczeń w tabelach wyników Wyświetl szablon na nowej stronie                                                                     |
| Oznaczenie                                                            | Wyjaśnienie |
| --------------------------------------------------------------------- | --- |
| Złoty                                                                 | Zwycięzca lub mistrzostwo |
| Srebrny                                                               | 2. miejsce lub wicemistrzostwo |
| Brązowy                                                               | 3. miejsce lub II wicemistrzostwo |
| Zielony                                                               | Ukończył, punktował (w klasyfikacji generalnej, gdy zdobył co najmniej jeden punkt na przestrzeni sezonu, poza trzema powyższymi opcjami) |
| Niebieski                                                             | Ukończył, nie punktował (w klasyfikacji generalnej, gdy nie zdobył co najmniej jednego punktu na przestrzeni sezonu)                      |
| Czerwony                                                              | Nie zakwalifikował się (NZ) |
| Czerwony                                                              | Nie prekwalifikował się (NPK) |
| Różowy                                                                | Nie ukończył (NU) |
| Różowy                                                                | Niesklasyfikowany (NS) (w klasyfikacji generalnej, gdy nie został sklasyfikowany w żadnym wyścigu sezonu)                                 |
| Czarny                                                                | Zdyskwalifikowany (DK) |
| Czarny                                                                | Wykluczony (WYK/EX) |
| Biały                                                                 | Nie wystartował (NW) |
| Biały                                                                 | Kontuzjowany (K/INJ) |
| Biały                                                                 | Wyścig odwołany (OD/C) |
| Bez koloru                                                            | Został wycofany (WYC/WD) |
| Bez koloru                                                            | Nie przybył (NP/DNA) |
| Bez koloru                                                            | Nie brał udziału w treningach (NT/DNP) |
| Bez koloru                                                            | Nie został zgłoszony (–) |
| Pogrubienie                                                           | Start z pole position |
| Kursywa                                                               | Najszybsze okrążenie wyścigu |
| †                                                                     | Nie ukończył, ale jego rezultat został zaliczony ze względu na przejechanie więcej niż 90% dystansu wyścigu.                              |
| *                                                                     | Sezon w trakcie |
| 1/2/3                                                                 | Punktowana pozycja w sprincie kwalifikacyjnym                                                                                             |
| Lista systemów punktacji Formuły 1                                    | |

### Samochodowe mistrzostwa Europy
| Punktacja mistrzostw Europy AIACR | Punktacja mistrzostw Europy AIACR    | Punktacja mistrzostw Europy AIACR |
| Kolor                             | Rezultat                             | Punkty                            |
| --------------------------------- | ------------------------------------ | --------------------------------- |
| Złoty                             | Zwycięzca                            | 1                                 |
| Srebrny                           | 2 miejsce                            | 2                                 |
| Brązowy                           | 3 miejsce                            | 3                                 |
| Zielony                           | Przynajmniej 75% rezultatu zwycięzcy | 4                                 |
| Niebieski                         | 50%-75% rezultatu zwycięzcy          | 5                                 |
| Fioletowy                         | 25%-50% rezultatu zwycięzcy          | 6                                 |
| Czerwony                          | Poniżej 25% rezultatu zwycięzcy      | 7                                 |
| Czarny                            | Zdyskwalifikowany                    | 8                                 |
| Biały                             | Nie brał udziału                     | 8                                 |

| Sezon | Zespół          | Kierowcy                | Wyniki w poszczególnych eliminacjach | Wyniki w poszczególnych eliminacjach | Wyniki w poszczególnych eliminacjach | Wyniki w poszczególnych eliminacjach | Wyniki kierowców | Wyniki kierowców |
| 1938  |                 |                         | Francja                              | III Rzesza                           | Szwajcaria                           |                                      | Pkt.             | Msc.             |
| ----- | --------------- | ----------------------- | ------------------------------------ | ------------------------------------ | ------------------------------------ | ------------------------------------ | ---------------- | ---------------- |
| 1938  | Daimler-Benz AG | Rudolf Caracciola       | 2                                    | 2                                    | 1                                    | 3                                    | 8                | 1                |
| 1938  | Daimler-Benz AG | Manfred von Brauchitsch | 1                                    | NU                                   | 3                                    | NU                                   | 15               | 2                |
| 1938  | Daimler-Benz AG | Hermann Lang            | 3                                    | NU                                   | 10                                   | NU                                   | 17               | 3                |
| 1938  | Daimler-Benz AG | Richard Seaman          | –                                    | 1                                    | 2                                    | NU                                   | 18               | 4                |
| 1939  |                 |                         | Belgia                               | Francja                              | III Rzesza                           | Szwajcaria                           | Pkt.             | Msc.             |
| 1939  | Daimler-Benz AG | Rudolf Caracciola       | NU                                   | NU                                   | 1                                    | 2                                    | –                | –                |
| 1939  | Daimler-Benz AG | Hermann Lang            | 1                                    | NU                                   | NU                                   | 1                                    | –                | –                |
| 1939  | Daimler-Benz AG | Manfred von Brauchitsch | 3                                    | NU                                   | NU                                   | 3                                    | –                | –                |
| 1939  | Daimler-Benz AG | Richard Seaman          | NU                                   | –                                    | –                                    | –                                    | –                | –                |
| 1939  | Daimler-Benz AG | Heinz Brendel           | –                                    | –                                    | NU                                   | –                                    | –                | –                |
| 1939  | Daimler-Benz AG | Hans-Hugo Hartmann      | –                                    | –                                    | –                                    | 6                                    | –                | –                |

### Mistrzostwa świata Formuły 1
| Sezon | Zespół         | Silnik | Kierowcy     | Wyniki w poszczególnych eliminacjach | Wyniki w poszczególnych eliminacjach | Wyniki w poszczególnych eliminacjach | Wyniki w poszczególnych eliminacjach | Wyniki w poszczególnych eliminacjach | Wyniki w poszczególnych eliminacjach | Wyniki w poszczególnych eliminacjach | Wyniki w poszczególnych eliminacjach | Wyniki kierowców | Wyniki kierowców | Wyniki konstruktora | Wyniki konstruktora |
| 1957  |                |        |              | Argentyna                            | Monako                               | Stany Zjednoczone                    | Francja                              | Wielka Brytania                      |                                      | Włochy                               | Włochy                               | Pkt.             | Msc.             | Pkt.                | Msc.                |
| ----- | -------------- | ------ | ------------ | ------------------------------------ | ------------------------------------ | ------------------------------------ | ------------------------------------ | ------------------------------------ | ------------------------------------ | ------------------------------------ | ------------------------------------ | ---------------- | ---------------- | ------------------- | ------------------- |
| 1957  | James E Shreve | Jaguar | Danny Kladis | –                                    | –                                    | NZ                                   | –                                    | –                                    | –                                    | –                                    | –                                    | 0                | NS               | –                   | –                   |